# Садик Хусейні Ширазі
Садик Хусейні Ширазі (араб. صادق الحسيني الشيرازي; нар. 1 серпня 1942) — аятола, ісламський богослов, один з найбільших релігійних авторитетів сучасності серед шиїтів. Має послідовників по всьому світу. Брат Сеїда Хусейні Ширазі.
Народився 8 січня 1942 у Кербелі. Походить зі старовинної богословської родини представники якої були відігравали помітну роль в релігійному та політичному житті регіону в XX столітті. Через політичні конфлікти з іракським урядом емігрував в Кувейт зі своєю сім'єю. У 1980 році вони емігрували до Ірану.